# Alma (Sibiu)
Alma (veraltet Alma Mică Săsească; deutsch Almen oder Almaschken, siebenbürgisch-sächsisch Almaschken, ungarisch Küküllőalmás) ist eine Gemeinde im Kreis Sibiu in der Region Siebenbürgen in Rumänien.
Der Ort ist auch unter der rumänisch veralteten Bezeichnungen Alma Dumbrăveni und den ungarischen Szászalmás, Almás und Szászkisalmás bekannt.

## Geographische Lage

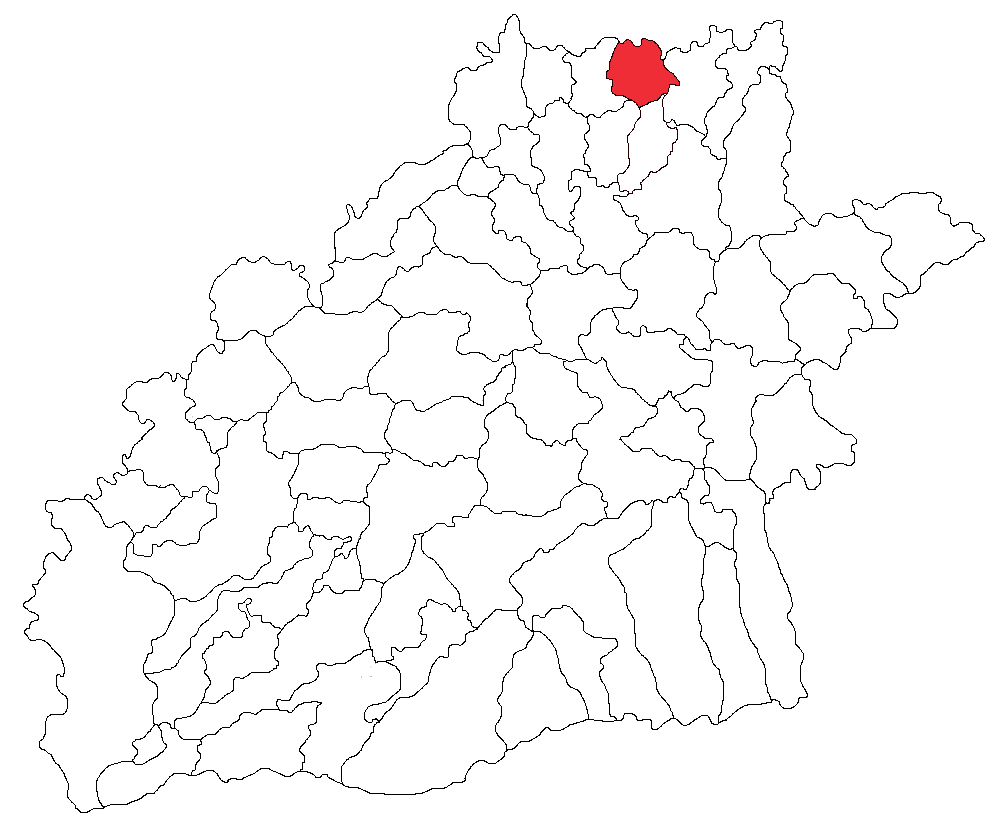
Lage der Gemeinde Alma im Kreis Sibiu

Im Siebenbürgischen Becken (Podișul Transilvaniei) im Norden des Kreises Sibiu, befindet sich die Gemeinde auf der rechten Seite der Großen Kokel im historischen Komitat Klein-Kokelburg (Comitatul Târnava-Mică). Am rechten Ufer der Großen Kokel liegt der Ort – an der Kreisstraße (Drum județean) DJ 142E – etwa einen Kilometer von der Nationalstraße DN14 (Hermannstadt–Sighișoara) und vom Bahnhof von Ațel (Hetzeldorf) an der Bahnstrecke Teiuș–Brașov entfernt. Almaschken befindet sich 12 Kilometer von der Stadt Mediaș (Mediasch) und etwa 22 Kilometer von Sighișoara (Schäßburg); die Kreisstadt Sibiu ist etwa 70 Kilometer südwestlich von Almaschken entfernt.

## Geschichte
Der Ort wurde 1317 erstmals urkundlich erwähnt. Eine Besiedlung der Region geht jedoch – nach Funden auf dem Areal des eingemeindeten Dorfes Șmig (Schmiegen) – bis in die Kupfersteinzeit zurück. Hier wurde nach Angaben von G. Téglás, G. Nagy, M. Roska und D. Popescu ein zweischneidiges Beil aus Messing gefunden, welches sich heute im Museum in Târgu Mureș (Neumarkt am Mieresch) befindet. Des Weiteren wurden auf dem Areal Corbu (ungarisch Korbuj) in der Nähe des Dorfes Funde aus Gold in einem Lehmgefäß sowie aus verschiedenen Schmuckstücken gemacht.
Die Gemeinde Almaschken wurde am 24. Februar 2004 durch die Loslösung von Hetzeldorf eine Gemeinde, zu der die Dörfer Jakobsdorf (Giacăș) und Schmiegen (Șmig) gehören.
Die Hauptbeschäftigung der Bevölkerung heute sind die Landwirtschaft und die Viehzucht.

## Bevölkerung
1850 lebten auf dem Gebiet der heutigen Gemeinde 1.908 Einwohner. 1.273 davon waren Rumänen, 344 Ungarn, 137 Deutsche, 135 Roma und 19 andere. 1977 wurde mit 2.606 die größte Bevölkerungszahl – und gleichzeitig die der Rumänen (1.890) und die der Ungarn (632) – ermittelt. Die höchste Anzahl der Deutschen (137) und die der Roma (135) wurde 1850 registriert. Darüber hinaus bezeichneten sich 1930 zwei Einwohner als Slowaken. Bei der Volkszählung 2002 lebten auf dem Gebiet der heutigen Gemeinde 2.100 Menschen, davon waren 1.518 Rumänen, 507 Ungarn, 62 Roma und 13 Deutsche.

## Söhne und Töchter der Gemeinde
- Stefan Binder (1907–1997), rumäniendeutscher Germanist und Förderer der Banater Mundartforschung

## Sehenswürdigkeiten
- Die reformierte Kirche, im 15. Jahrhundert errichtet und mehrmals umgebaut (der Turm wurde nach unterschiedlichen Angaben 1902[8] oder 1910[9] errichtet), steht unter Denkmalschutz.
- Die alte Schule, im 19. Jahrhundert errichtet, steht unter Denkmalschutz.[8]
- Im eingemeindeten Dorf Șmig die evangelische Kirche, in der zweiten Hälfte des 15. Jahrhunderts errichtet, im 18. Jahrhundert und 1859 umgebaut, steht unter Denkmalschutz.[8] Der 1586 errichtete Altar ist heute in einem  Bukarester Museum zu sehen.[10]
- Im eingemeindeten Dorf Șmig die reformierte Kirche, 1866 von Familie Horváth Márton gestiftet.[10]